# Giovanni Tuccari
Giovanni Tuccari (Messine 1667-1743) est un  peintre italien  qui fut actif en  Sicile au XVIIIe siècle.

## Biographie
Il réalise principalement des peintures et des fresques, à la grande époque du baroque sicilien. On lui doit notamment les fresques de la basilique Saint-Benoît, à Catane.
Parmi ses autres réalisations, on compte les quatre peintures octogonales du sanctuaire de l'église San Antonio à Castiglione di Sicilia, ainsi que la galerie La Pinacoteca Zelantea à Acireale.